# نووا بانکو
نووا بانکو (انگلیسی: Novo Banco) شرکت خدمات مالی و بانکداری پرتغالی است، که در سال ۲۰۱۴ توسط بانکو اسپریتو سانتو تأسیس شد و هم‌اکنون زیرمجموعه‌ای از شرکت لون استار فوندس می‌باشد.